# Antonio Benítez
Benítez  Fernández est un nom espagnol. Le premier nom de famille, en général paternel, est Benítez ; le second, en général maternel, souvent omis, est Fernández.
Pour les articles homonymes, voir Benitez et Fernández.
Antonio Benítez, né le 2 ou 21 juin 1951 à Jerez de la Frontera en Espagne et mort le 19 février 2014 dans la même ville, est un footballeur international espagnol. Après avoir commencé à jouer au Xerez CD, le club de sa ville natale, il effectue l'ensemble de sa carrière au Real Betis avec lequel il se forge un palmarès. Il compte trois sélections avec l'équipe d'Espagne.

## Biographie

### Carrière de joueur

#### En club
Natif de Jerez de la Frontera le 2 ou 21 juin 1951,, Antonio Benítez commence le football au Xerez CD, le club de sa ville natale, alors en Tercera División. Rejoignant en milieu de saison 1969-1970 le Real Betis avec une indemnité de transfert estimée à deux millions de pesetas, le joueur obtenant de son côté 300000 pesetas, il évolue alors en Segunda División. Son premier match avec le Betis a lieu le 15 février 1970 à l'extérieur contre le CD Málaga et se solde par un nul 1-1. Benítez participe à 15 rencontres de championnat cette saison-là puis 35 lors de la saison suivante qui voit le Betis terminer champion et ainsi être promu en Primera División. Il joue alors au poste d'ailier gauche. L'évolution de sa carrière va l'amener à jouer au poste d'arrière.
En 1977, il fait partie de l'équipe qui remporte la Coupe d'Espagne au terme des tirs au but (2-2 puis 8 tirs au but à 7) contre l'Athletic Bilbao. Lors de ce match, une passe de Benítez à son gardien Esnaola est interceptée par l'attaquant de Bilbao Dani qui donne temporairement l'avantage aux Basques. Lors de la séance des tirs au but, Benítez annonce à son entraîneur Rafael Iriondo ne pas vouloir être un des tireurs. Il est finalement le seul joueur du Betis sur le terrain qui n'effectue pas de tir au but,. Cette victoire permet au club de disputer la Coupe des coupes 1977-1978. Benítez participe à quatre des six rencontres jouées par le club qui est éliminé à l'issue des quarts de finale par le FK Dynamo Moscou. Relégué en deuxième division en 1978-1979, le Betis remonte en Liga la saison suivante.
Son dernier match avec le Betis a lieu le 25 septembre 1982 à domicile contre le CD Málaga (1-1). Ayant subi une opération chirurgicale au pubis en fin de carrière, il arrête celle-ci en 1983 au terme de son contrat,.

#### En sélection
En octobre 1970, Antonio Benítez est convoqué pour la première fois en équipe d'Espagne par le sélectionneur László Kubala à l'occasion d'un match amical contre la Grèce,. La première sélection en équipe nationale de Benítez a lieu le 12 octobre 1974 contre l'Argentine à Buenos Aires (1-1). Sa dernière sélection avec la Roja se déroule le 26 octobre 1977 contre la Roumanie à Madrid. Ses trois sélections en équipe nationale se soldent par deux victoires et un match nul.

### Après-carrière
Après sa carrière de joueur, Antonio Benítez reste au Real Betis et travaille auprès des jeunes du club. Il meurt le 19 février 2014 à Jerez de la Frontera,.

## Palmarès
Benítez obtient l'essentiel de son palmarès de joueur lorsqu'il évolue au Real Betis. Champion d'Espagne de deuxième division en 1971 et en 1974, il remporte également en 1977 la Coupe d'Espagne.

## Statistiques
Le tableau ci-dessous résume les statistiques en match officiel d'Antonio Benítez durant sa carrière de joueur professionnel,,.
| Saison                | Club                  | Championnat           | Championnat | Championnat | Coupe(s) nationale(s) | Coupe(s) nationale(s) | Compétition(s) continentale(s) | Compétition(s) continentale(s) | Compétition(s) continentale(s) | Espagne | Espagne | Total | Total |
| Saison                | Club                  | Division              | M.          | B.          | M.                    | B.                    | Comp.                          | M.                             | B.                             | M.      | B.      | M.    | B.    |
| 1968-1969             | Xerez CD              | Tercera División      | 29          | 2           | -                     | -                     | -                              | -                              | -                              | -       | -       | 29    | 2     |
| 1969-1970             | Xerez CD              | Tercera División      | 20          | 1           | 1                     | 0                     | -                              | -                              | -                              | -       | -       | 21    | 1     |
| Sous-total            | Sous-total            | Sous-total            | 49          | 3           | 1                     | 0                     | -                              | -                              | -                              | -       | -       | 50    | 3     |
| 1969-1970             | Real Betis            | Segunda División      | 15          | 1           | -                     | -                     | -                              | -                              | -                              | -       | -       | 15    | 1     |
| 1970-1971             | Real Betis            | Segunda División      | 35          | 4           | 4                     | 1                     | -                              | -                              | -                              | -       | -       | 39    | 5     |
| 1971-1972             | Real Betis            | Primera División      | 28          | 1           | 2                     | 0                     | -                              | -                              | -                              | -       | -       | 30    | 1     |
| 1972-1973             | Real Betis            | Primera División      | 23          | 3           | 5                     | 0                     | -                              | -                              | -                              | -       | -       | 28    | 3     |
| 1973-1974             | Real Betis            | Segunda División      | 22          | 4           | 7                     | 2                     | -                              | -                              | -                              | -       | -       | 29    | 6     |
| 1974-1975             | Real Betis            | Primera División      | 24          | 3           | 4                     | 0                     | -                              | -                              | -                              | 1       | 0       | 29    | 3     |
| 1975-1976             | Real Betis            | Primera División      | 26          | 3           | 6                     | 0                     | -                              | -                              | -                              | -       | -       | 32    | 3     |
| 1976-1977             | Real Betis            | Primera División      | 28          | 0           | 10                    | 1                     | -                              | -                              | -                              | -       | -       | 38    | 1     |
| 1977-1978             | Real Betis            | Primera División      | 21          | 0           | 2                     | 0                     | C2                             | 4                              | 0                              | 2       | 0       | 29    | 0     |
| 1978-1979             | Real Betis            | Segunda División      | 28          | 1           | 5                     | 0                     | -                              | -                              | -                              | -       | -       | 33    | 1     |
| 1979-1980             | Real Betis            | Primera División      | 25          | 3           | 9                     | 1                     | -                              | -                              | -                              | -       | -       | 34    | 4     |
| 1980-1981             | Real Betis            | Primera División      | 11          | 1           | 2                     | 0                     | -                              | -                              | -                              | -       | -       | 13    | 1     |
| 1981-1982             | Real Betis            | Primera División      | 16          | 0           | 3                     | 0                     | -                              | -                              | -                              | -       | -       | 19    | 0     |
| 1982-1983             | Real Betis            | Primera División      | 1           | 0           | -                     | -                     | -                              | -                              | -                              | -       | -       | 1     | 0     |
| Sous-total            | Sous-total            | Sous-total            | 303         | 24          | 59                    | 5                     | -                              | 4                              | 0                              | 3       | 0       | 369   | 29    |
| Total sur la carrière | Total sur la carrière | Total sur la carrière | 352         | 27          | 60                    | 5                     | -                              | 4                              | 0                              | 3       | 0       | 419   | 32    |